# Окуличев, Григорий Александрович
Григорий Александрович Окуличев — ученый в области кормления, содержания и селекции овец, лауреат Сталинской премии (1952).
Родился в 1900 г. (или 25.01.1902) в г. Буй Костромской губернии.
Окончил Московский ветеринарно-зоотехнический институт (1929) и был зачислен в аспирантуру. Осенью 1931 года участвовал в закупке племенных тонкорунных овец в Южной Америке, Германии и Великобритании.
Входил в состав организационного бюро по созданию Московского учебного института овцеводства и в 1932 г. вместе с ним переехал в Ставрополь, где был организован ВНИИ овцеводства и козоводства (ВНИИОК). Зав. отделом кормления (1932—1934), зам. директора по науке (1935—1940), директор (1940—1942).
В 1942 г. руководил эвакуацией института и затем работал в Москве в наркомате начальником Госплеминспекции.
В апреле 1943 года, после освобождения Ставрополя от немецкой оккупации, вернулся туда для воссоздания НИИ. К июлю 1943 г. при участии ВНИИOK была восстановлена 1231 овцеферма, в 1944 г. было проведено обследование овцепоголовья Ставропольского края.
В 1951 г. переведён в Москву в Главное управление животноводства и ветеринарии Министерства сельского хозяйства СССР.
Кандидат сельскохозяйственных наук.
Лауреат Сталинской премии (1952, в составе коллектива) — за коренное усовершенствование породы тонкорунных овец «Советский меринос» в колхозах Ставропольского края. Награждён орденом «Знак Почёта» (10.09.1945).
Сочинения:
- Овцеводство Ставрополья [Текст] / Г. А. Окуличев, канд. с.-х. наук. — Ставрополь : Крайиздат, 1951. — 264 с. : ил.; 21 см.
- Выращивание ягнят [Текст] / Г. А. Окуличев ; Всес. науч.-иссл. ин-т овцеводства и козоводства. — Пятигорск : Севкавгиз, 1936 (тип. им. Анджиевского). — Обл., 119 с. : ил.; 22х15 см.
- Племенное дело в чистопородном тонкорунном овцеводстве [Текст] / Я. Л. Глембоцкий, Е. К. Дейхман, Г. А. Окуличев. — Москва : Сельхозгиз, 1941. — 216 с., 2 вкл. л. табл. : ил., диагр. и табл.; 23 см.
- Племенное дело в тонкорунном овцеводстве [Текст] / Я. Л. Глембоцкий, Е. К. Дейхман, Г. А. Окуличев. — 2-е изд., испр. и доп. — Москва : Сельхозгиз, 1947 (16-я тип. треста «Полиграфкнига»). — 320 с., 2 л. табл. : ил., табл.; 23 см.
- Кормление и содержание овец [Текст] / И. В. Хаданович, Г. А. Окуличев, Б. Г. Имбс ; Под ред. канд. с.-х. наук И. В. Хадановича. — Москва : Колос, 1968. — 287 с. : ил.; 21 см.